# Édit de Worms

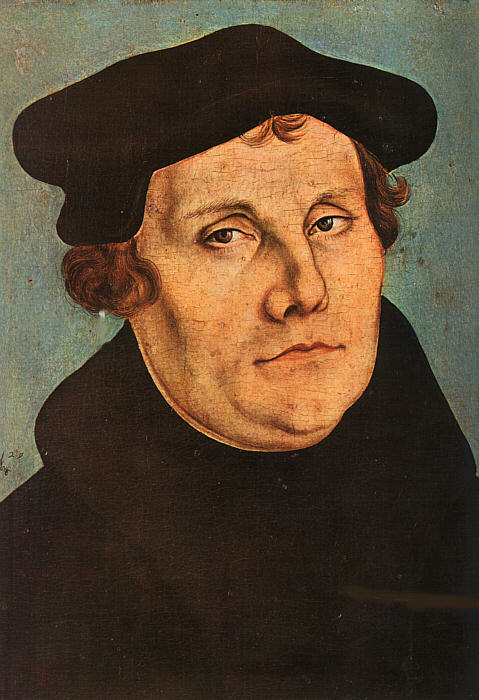
Martin Luther en 1529

L'Édit de Worms est un édit promulgué le 25 mai 1521 par l'empereur Charles Quint pour interdire le luthéranisme. Il prononce la mise au ban de Martin Luther et de ses partisans, interdit la diffusion et la lecture de ses écrits (ainsi que de tout autre écrit suspect d'hérésie), condamne les schismatiques, luthériens ou autres, à la confiscation de leurs biens, et incite tout sujet de l'empereur à brûler publiquement les écrits hérétiques et à dénoncer les schismatiques en échange de la récupération d'une partie de leurs biens.

## Contexte
Martin Luther publie les premiers écrits de sa réforme et se voit prié de se rétracter par les autorités catholiques, ce qu'il refuse. Le 3 janvier 1521, la bulle papale Decet Romanum Pontificem l'excommunie. L’empereur Charles Quint convoque alors Luther devant la Diète de Worms en avril, où il refuse toujours de se rétracter. La question générale de Luther et des schismes religieux naissant est évoquée et l'édit est promulgué à la suite de ses débats.